# Mendidaphodius armatulus
Mendidaphodius armatulus är en skalbaggsart som beskrevs av Leon Fairmaire 1893. Mendidaphodius armatulus ingår i släktet Mendidaphodius och familjen Aphodiidae. Inga underarter finns listade i Catalogue of Life.